# 夜明け前 (故 円谷 皐氏に捧ぐ)
「夜明け前 (故 円谷 皐氏に捧ぐ)」（よあけまえ こ つぶらや のぼるしにささぐ）は、日本のシンガーソングライターである杉山清貴の楽曲。
1995年9月25日にダブリューイーエー・ジャパンからリリースされたアルバム『RHYTHM FROM THE OCEAN』に収録されている。作詞は杉山、作曲は佐藤健、編曲は松下一也がそれぞれ担当した。

## 背景、制作
1995年当時、ハワイに在住していた杉山が、早朝の海岸を歩いていた際、円谷プロダクションの第3代目の社長である円谷皐を思い出したといい「振り返ると切なくなって、亡くなった人のために初めて曲をつくった」と語っている。
皐との出会いは、1994年に杉山の行きつけである寿司屋に長男である一夫と偶然一緒になり、一夫が杉山の楽曲を聴いていると話したのに対して、杉山は元々好きだったウルトラマンを熱弁したことがきっかけで2人は意気投合し、皐を紹介してもらったという。
その後、皐が杉山のために作られたウルトラマンが『ウルトラマンキヨタカ』で、杉山は「心と心がぴったりとハモる感覚があり、僕は彼を大切な人だと思うようになった」と語っている。ウルトラマンキヨタカのフィギュアは、杉山の自宅にあるという。ウルトラマンキヨタカは、杉山のシングル「最後のHoly Night〜version'96〜」（1996年）の裏ジャケットに、ツーショットとして掲載している。